# FC Triesen
Maillots
Le Fussballclub Triesen est un club football du Liechtenstein, basé à Triesen. Fondé en 1932, ce club du Liechtenstein joue en septième division suisse (3e ligue) lors de la saison 2022/2023. Il possède deux clubs réserve : le FC Triesen II en 4e ligue et le FC Triesen III en 5e ligue.

## Palmarès
- Coupe du Liechtenstein
  - Vainqueur (8) : 1946, 1947, 1948, 1950, 1951, 1965, 1972 et 1975
  - Finaliste (12) : 1949, 1952, 1953, 1954, 1955, 1956, 1958, 1959, 1964, 1967, 1968 et 1969

- Championnat du Liechtenstein
  - Vainqueur (3) : 1934, 1935 et 1937